# Festival de Cheltenham

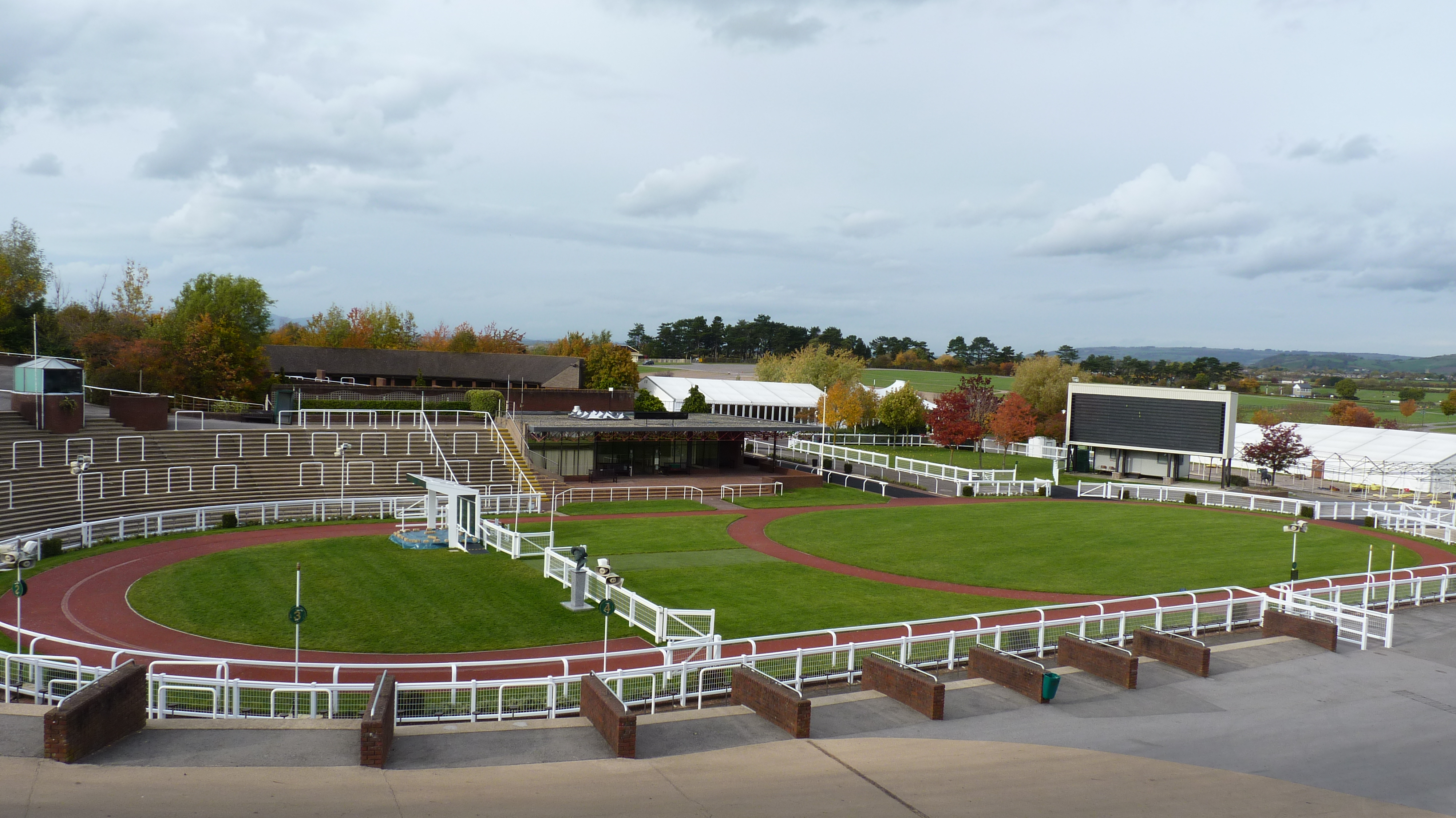
Cheltenham Racecourse

O Festival de Cheltenham é um dos eventos hípicos mais importantes do Reino Unido. Tal como o Grand National, o Festival de Cheltenham inclui-se no calendário das corridas do National Hunt, o nome oficial dado à entidade que organiza as corridas de cavalos no Reino Unido, França e Irlanda. A sua premiação só é superada na Grã- Bretanha pela do Grand National.
As corridas de Cheltenham decorrem na cidade inglesa com o mesmo nome, na região de Gloucestershire, durante o mês de Março, e geralmente coincidem com o Dia de São Patrício, o que tornou estas corridas muito populares entre os assistentes irlandeses (da Irlanda do Norte).
A prova principal é a Cheltenham Gold Cup , classificada Grupo 1 na escala de categorização das provas ,disputada em New Course no Cheltenham Racecourse na Inglaterra  , na distância de  3 mihass  e 2½ furlongs (5.331 m), e no seu percurso há 22 obstáculos a serem saltados.

## História
As corridas que hoje conhecemos como Festival de Cheltenham surgiram no ano de 1860, sob o nome “National Hunt Meeting”. O encontro nem sempre se realizou em Cheltenham – note-se que a corrida de 1860 teve lugar em Market Harborough, e só em 1861 passou a ser realizada intermitentemente em Cheltenham.
As corridas são realizadas anualmente, contudo várias vicissitudes obrigaram ao cancelamento do Festival de Cheltenham, por condições atmosféricas adversas (no ano de 2008, o segundo dia do Festival foi cancelado devido a fortes tempestades), e epidemias (surto de febre aftosa  em 2001).

## Corridas
Tradicionalmente, o Festival de Cheltenham decorria durante três dias, mas em 2005 adicionou-se mais um dia de corridas, de tal forma que há um campeonato por dia, e seis corridas por dia, entre Terça e Sexta-Feira.
Recentemente, adicionaram-se mais três corridas ao encontro, destacando-se a corrida “Ladies Charity”, introduzida em 2010, para apoio à Cancer Research UK. Nesta corrida, todos os jóqueis são mulheres.